# Броктон (Нью-Йорк)
Броктон (англ. Brocton) — селище (англ. village) в США, в окрузі Чотоква штату Нью-Йорк. Населення — 1286 осіб (2020).

## Географія
Броктон розташований за координатами 42°23′23″ пн. ш. 79°26′34″ зх. д. / 42.38972° пн. ш. 79.44278° зх. д. (42.389842, -79.442821).  За даними Бюро перепису населення США в 2010 році селище мало площу 4,43 км², уся площа — суходіл.

## Демографія
Згідно з переписом 2010 року, у селищі мешкало 1486 осіб у 606 домогосподарствах у складі 392 родин. Густота населення становила 336 осіб/км².  Було 656 помешкань (148/км²).
Расовий склад населення:
| - 96,1 % — білих - 0,8 % — корінних американців - 0,2 % — чорних або афроамериканців - 0,2 % — азіатів - 1,0 % — осіб інших рас |

До двох чи більше рас належало 1,7 %. Частка іспаномовних становила 4,8 % від усіх жителів.
За віковим діапазоном населення розподілялося таким чином: 27,4 % — особи молодші 18 років, 56,9 % — особи у віці 18—64 років, 15,7 % — особи у віці 65 років та старші. Медіана віку мешканця становила 37,3 року. На 100 осіб жіночої статі у селищі припадало 91,5 чоловіків;  на 100 жінок у віці від 18 років та старших — 85,1 чоловіків також старших 18 років.
Середній дохід на одне домашнє господарство  становив 46 276 доларів США (медіана — 38 438), а середній дохід на одну сім'ю — 56 993 долари (медіана — 46 429). Медіана доходів становила 42 368 доларів для чоловіків та 30 156 доларів для жінок. За межею бідності перебувало 18,7 % осіб, у тому числі 27,7 % дітей у віці до 18 років та 9,6 % осіб у віці 65 років та старших.
Цивільне працевлаштоване населення становило 716 осіб. Основні галузі зайнятості: освіта, охорона здоров'я та соціальна допомога — 29,2 %, виробництво — 22,6 %, мистецтво, розваги та відпочинок — 9,4 %, роздрібна торгівля — 8,5 %.